# والاش‌آباد

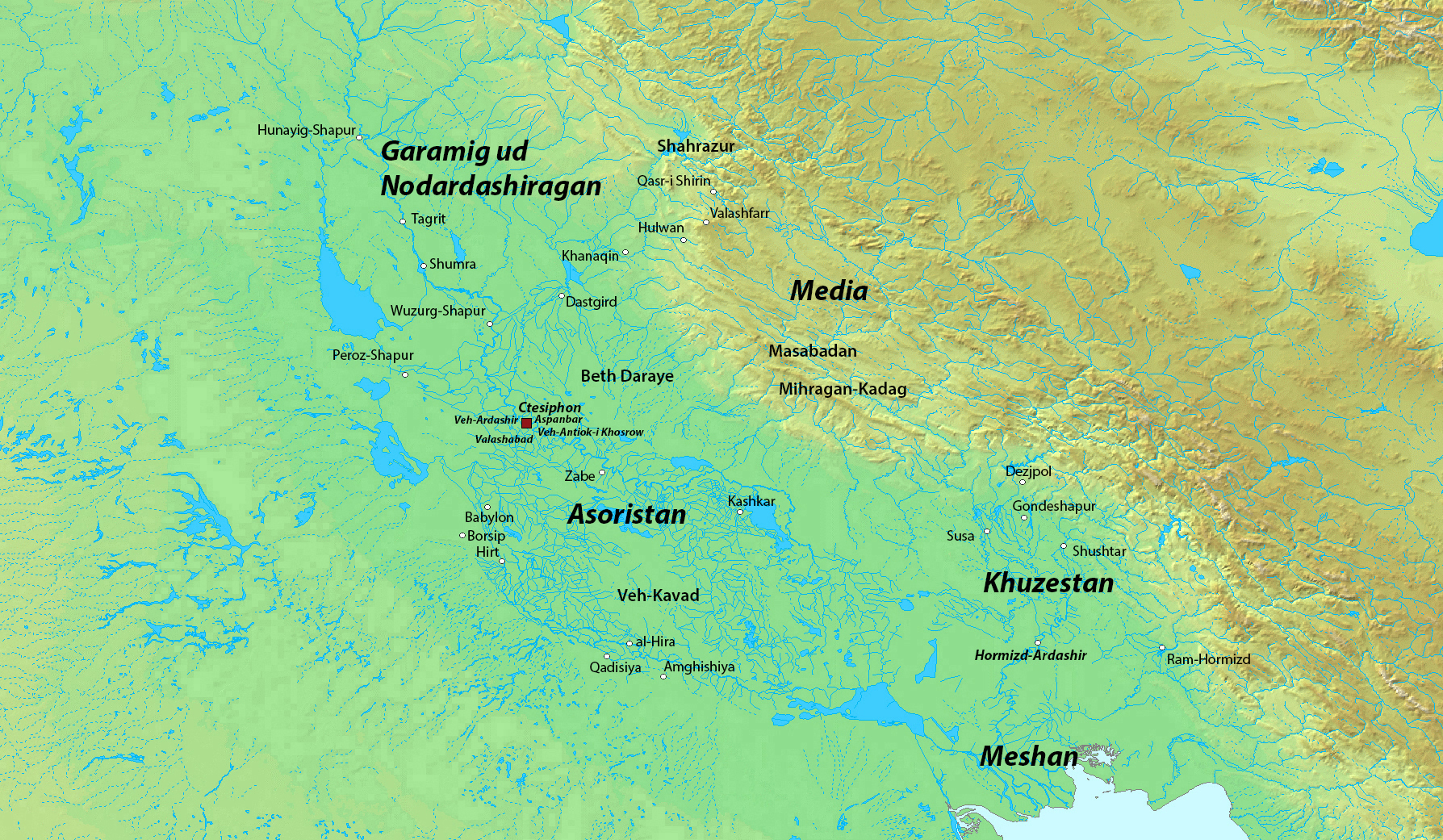
نقشه قسمت جنوب غربی شاهنشاهی ساسانی.

والاش‌آباد (همچنین به صورت والاخشکرت، والاخشگرد و والاخ‌کشرد نیز شناخته می‌شود)، که در منابع یونانی به عنوان «Vologesocerta» و در منابع عربی «ساباط» شناخته می‌شود، شهری باستانی در عراق امروزی و حومه تیسفون بود که پایتخت امپراتوری اشکانی و جانشینان آن‌ها، شاهنشاهی ساسانی را تشکیل می‌داد.
این شهر توسط پادشاه اشکانی بلاش یکم (حدود ۵۱–۷۸ پس از میلاد) تأسیس شد و در سال ۲۲۶ توسط ساسانیان تصرف شد. در سال ۶۳۶، این شهر مورد حمله اعراب مسلمان تحت فرماندهی ژنرال عرب خالد بن عرفوتا قرار گرفت. در والاش‌آباد یک نیرو از سربازان ایستاده بودند، که حاکم ساسانی پیشین بوران‌دخت آن را به عنوان بخش مهمی از بقای امپراتوری ساسانی می‌دانست. این شهر توسط اعراب، به کمک ژنرال پیشین ساسانی شیرزاد گرفته شد، که به آنها را درگرفتن وه-اردشیر، یکی دیگر از حومه‌های تیسفون کمک کرد.